# Trineurocephala admirabilis
Trineurocephala admirabilis är en tvåvingeart som beskrevs av Schmitz 1927. Trineurocephala admirabilis ingår i släktet Trineurocephala och familjen puckelflugor. Inga underarter finns listade i Catalogue of Life.